# Eudrapa fontainei
Eudrapa fontainei là một loài bướm đêm trong họ Noctuidae.